# Remix and Soundtrack Collection
Albums de Timbaland
Shock Value
(2007) Shock Value II
(2009)
Remix & Soundtrack Collection est une compilation de Timbaland, sortie le 4 juin 2007. 
L'album contient certains des titres à succès qu'il a produit durant ces dernières années pour de grands artistes du hip-hop et du R'n'B tels que Jay-Z, Janet Jackson, Destiny's Child, etc. L'album contient également des remixes tels que Maneater de Nelly Furtado, ici avec Lil Wayne, ou encore la version de SexyBack de Justin Timberlake avec Clipse.

## Liste des titres
| No  | Titre                     | Interprète(s)                                     | Durée |
| --- | ------------------------- | ------------------------------------------------- | ----- |
| 1.  | Rise Up (Remix)           | Petey Pablo                                       | 4:34  |
| 2.  | Are You That Somebody?    | Aaliyah featuring Mad Skillz                      | 4:27  |
| 3.  | Man Eater (Remix)         | Nelly Furtado featuring Lil Wayne                 | 4:36  |
| 4.  | Oops (Oh My) (Remix)      | Tweet featuring Fabolous et Missy Elliott         | 4:02  |
| 5.  | What About Us (Remix)     | Total featuring Missy Elliot et Timbaland         | 4:38  |
| 6.  | You Make Me Wanna (Remix) | Usher featuring Timbaland                         | 4:26  |
| 7.  | Hot Boyz (Remix)          | Missy Elliot featuring Eve, Nas, Q-Tip et Lil' Mo | 3:46  |
| 8.  | Go Deep (Remix)           | Janet featuring Missy Elliot                      | 4:02  |
| 9.  | Get on the Bus            | Destiny's Child featuring Timbaland               | 4:42  |
| 10. | Sexy Back (Remix)         | Justin Timberlake featuring Clipse                | 3:58  |
| 11. | Hey Papi                  | Jay-Z featuring Amil et Memphis Bleek             | 4:27  |
| 12. | Say Yes (Remix)           | Floetry                                           | 4:44  |
| 13. | Pony (Remix)              | Ginuwine featuring Timbaland                      | 5:05  |
| 14. | Disco (Remix)             | Slum Village featuring Ms Jade et Raje Shwari     | 4:10  |
| 15. | Ice Box (Remix)           | Omarion featuring Busta Rhymes, Fabolous et Usher | 6:14  |
| 16. | Say My Name (Remix)       | Destiny's Child featuring Static                  | 4:53  |
| 17. | One in a Million (Remix)  | Aaliyah featuring Ginuwine                        | 5:10  |